# آلینا اوردیان
آلینا والتری اوردیان (ارمنی: Ալինա Վալտերի Օրդյան؛ انگلیسی: Alina Ordyan؛ ۱۰ فوریهٔ ۱۹۷۳) یک مجری تلویزیونی و روزنامه‌نگار اهل ارمنستان است. وی از سال میلادی تا کنون فعالیت می‌کند.

## زندگی‌نامه
وی در ۱۰ فوریه ۱۹۷۳ در ایروان به دنیا آمد و از دانشگاه دولتی ایروان فارغ‌التحصیل شد. وی خواهر هایک اوردیان می‌باشد. اصلا اهل روستای آیگدزور، استان تاووش می‌باشد. وی در اوردر فیلم پروداکشن، ارمنستان 2 و ارمنستان ۱ فعالیت کرده است.